# Fanny Fuhs
Fanny Fuhs (* 2001 in Wien Österreich) auch: Fanny Alma Fuhs ist eine österreichische Schauspielerin in Film, Fernsehen, und Theater und Kostümbildnerin.

## Leben und Karriere
Fanny Fuhs wurde 2001 in Wien geboren. Seit ihrem 10. Lebensjahr hat sie bereits in mehreren Film- und Fernsehproduktionen mitgewirkt, darunter CopStories (2013), Die Blutsschwestern (2014) und Schnell ermittelt (2012).
2015 bis 2020 machte sie eine Ausbildung in Kunst und Modedesign.
Anschließend besuchte sie ab 2021 die Schauspielschule Krauss und schloss 2024 mit einem staatlich anerkannten Diplom für Schauspielerinnen in Theater, Film und Fernsehen ab.
Während ihrer Ausbildung hatte sie Theaterauftritte u. a. Ein Sommernachtstraum, Antigone, Die letzten Tage der Menschheit (2023) und Der aufhaltsame Aufstieg des Arturo Ui (2024) im Schauspielhaus Wien.
Neben ihrer Schauspielkarriere hat sie auch Erfahrung im Bereich Kostümbild gesammelt u.a als Wardrobe Assistant für den Kurzfilm Topfpalmen (2020) und als Additional Costumer für Rickerl – Musik is höchstens a Hobby (2023).
2023 war sie im Musikvideo Down der Gruppe Neon Feet zu sehen.
Bekannt wurde sie 2025, durch ihre Rolle der Nina Löbl
 im Tatort: Wir sind nicht zu fassen!
Fanny Fuhs lebt in Wien.

## Filmografie (Auswahl)
- 2012: Schnell ermittelt (Fernsehserie, 1 Folge)
- 2014: Die Blutsschwestern
- 2025: SOKO Donau (Fernsehserie, 1 Folge)
- 2025: Tatort: Wir sind nicht zu fassen!

## Theater (Auswahl)
- 2023: Ein Sommernachtstraum , als Helena (Regie: Brigite Oswald)
- 2023: antigone, als Chor (Regie: Alexander Kratzer)
- 2023: Die letzten Tage der Menschheit (Regie: Paulus Manker)
- 2024: Der Aufhaltsame Aufstieg des Arturo Ui als Flake, Inna (Regie: Andreas Simma)

## Kostümbild und -assistenz (Auswahl)
(Quelle: )
- 2015: Die Frau in Gold
- 2020: Topfpalmen (Kurzfilm)
- 2020: Des Teufels Bad
- 2021: Sargnagel
- 2022: Serviam – Ich will dienen
- 2022: Corsage
- 2023: Sisi & Ich
- 2023: 80 Plus
- 2023: Rickerl – Musik is höchstens a Hobby
- 2024: What a Feeling
- 2024: Tatort: Deine Mutter
- 2025: Exterritorial